# Jenny Erpenbeck
Jenny Erpenbeck, född 12 mars 1967 i Östberlin i Tyskland, är en tysk författare, regissör och dramatiker.

## Biografi
Erpenbecks föräldrar var fysiker och filosof respektive översättare. Hon är utbildad bokbindare och har även studerat teatervetenskap och teaterregi.
Hon bokdebuterade 1999 med Geschichte vom alten Kind (på svenska som Historien om det gamla barnet). Romanen har betraktats som en liknelse över det slutna östtyska samhället.